# Geschiedenis van de kansrekening
De geschiedenis van de kansrekening is in de frivole wereld van het dobbelen en kaarten begonnen. Girolamo Cardano was de eerste die, vanwege het dobbelen, over de waarschijnlijkheidsrekening of kansrekening begon na te denken. Chevalier de Méré uit Frankrijk berekende een eeuw later dat bij het dobbelen er meer kans is om in vier worpen met een dobbelsteen minstens een keer zes te gooien, dan in 24 worpen met twee dobbelstenen minstens een keer dubbel zes. Aangezien deze kansen 0,518 en 0,491 zijn, toont dit wel aan wat een fervent dobbelaar De Méré was. Hij schreef zijn bevindingen aan Blaise Pascal, een 17e-eeuwse Franse wiskundige, die ook in Frankrijk leefde. 
De waarschijnlijkheidsrekening ontwikkelde zich in de 18e eeuw, onder andere doorJakob Bernoulli, Abraham de Moivre, Thomas Bayes en Pierre-Simon Laplace, die in 1812 zijn Theorie analytique des probabilites schreef. Laplace begint daarin wel met het uiteenzetten van de principes van de kansrekening, maar voert daarin nog geen echt axiomatische aanpak.
De moderne theorie is voor een groot deel door de Russische wiskundige Kolmogorov ontwikkeld, die in 1934 het leerboek Grundbegriffe der Wahrscheinlichkeitsrechnung in het Duits publiceerde met daarin een axiomatische aanpak van de kansrekening.

## Websites
- E Vervaet. Statistiek en de statistieken, 2004. gearchiveerd, voor Struktuur en genese, 17, blz 26-54